# Battaglia di Luzon
La battaglia di Luzon (in filippino: Labanan sa Luzon; in giapponese: ルソン島の戦い?, Rusontō notatakai) ebbe luogo tra il 9 gennaio e il 15 agosto 1945 e vide gli Stati Uniti d'America e i loro alleati contrapporsi all'Impero giapponese nella conquista dell'isola di Luzon, avvenuta durante la campagna delle Filippine della seconda guerra mondiale. I combattimenti furono diffusi su tutta l'isola e segnati da sanguinose e dure battaglie per la riconquista della Base aerea Clark, la liberazione di Manila, in larga parte distrutta, e l'annientamento della resistenza giapponese. Questa serie di scontri armati fu tra le più sanguinose a cui gli americani parteciparono in tutto il conflitto mondiale: i combattenti giapponesi morti si aggirarono tra i 192 000 e i 217 000, per lo più a causa di malattie e fame, mentre 8 000 furono gli statunitensi deceduti in combattimento. Oltre 150 000 civili filippini morirono, la maggior parte uccisi dalle forze giapponesi durante il massacro di Manila nel febbraio 1945.

## Contesto storico
Le Filippine erano un arcipelago di grande importanza strategica poiché il loro possesso garantiva il controllo dei traffici marittimi che portavano risorse dal sud-est asiatico al Giappone. Per questo motivo, già dall'ottobre 1941, quindi dapprima del coinvolgimento statunitense nel conflitto mondiale, 135 000 soldati e 227 velivoli americani erano stanziati nell'arcipelago. Ciò non impedì, però, ai giapponesi di catturare Luzon, la più grande delle isole filippine, nel 1942. Al generale Douglas MacArthur, comandante delle forze statunitensi nelle Filippine, fu ordinato di ritirarsi in Australia, mentre le rimanenti forze americani ripiegavano nella penisola di Bataan.
Già a pochi mesi dall'abbandono delle Filippine, MacArthur espresse l'opinione che la liberazione dell'arcipelago fosse necessario. Il comandante delle Forze del Pacifico, l'ammiraglio Chester Nimitz, e il Capo delle Operazioni navali, l'ammiraglio Ernest King, si opposero ritenendo che l'idea doveva attendere finché la vittoria non fosse stata certa. MacArthur dovette così attendere due anni e solo nel 1944 una campagna per riprendere le Filippine ebbe inizio. L'isola di Leyte fu il primo obiettivo, che venne raggiunto a fine dicembre dello stesso anno. Ad essa, seguì la cattura di Mindoro e, successivamente, proprio l'invasione di Luzon.

## Preludio
Prima di lanciare l'attacco a Luzon, gli statunitensi dovevano stabilire vicino all'isola una base per le operazioni, in particolare erano necessari dei campi d'aviazione per fornire l'adeguato supporto aereo. Le truppe agli ordini del generale William C. Dunckel catturarono l'isola di Mindoro con l'assistenza della 7ª Flotta. Al 28 dicembre 1944, due basi aeree erano sotto il controllo statunitense ed erano pronte ad assistere l'assalto a Luzon, pianificato per il 9 gennaio successivo. Con la presa di Mindoro, le forze statunitensi erano stanziate esattamente a sud di Luzon, ma MacArthur voleva invadere l'isola a Lingayen, sulla costa nordoccidentale. Da Lingayen, le sue truppe si sarebbero ritrovate rapidamente a portata di diverse vie di comunicazione che conducevano a Manila, l'obiettivo principale, attraverso le pianure centrali dell'isola.

### Operazioni diversive
I velivoli statunitensi eseguirono costantemente missioni di ricognizione e di bombardamento sopra l'area meridionale di Luzon, nel tentativo di ingannare le forze giapponesi, facendo loro credere che l'attacco sarebbe giunto da sud. In aggiunta, aerei da trasporto furono impiegati per paracadutare manichini e confondere ulteriormente le manovre difensive nipponiche. Dragamine furono inviate per ripulire le baie di Balayan, Batanhas e Tayabas, sempre nella porzione meridionale dell'isola, mentre la resistenza filippina compiva sabotaggi nella stessa area. Tutte queste operazioni non trassero tuttavia in inganno il generale Tomoyuki Yamashita, il comandante delle forze imperiali giapponesi nelle Filippine, il quale ordinò di costruire postazioni difensive nelle aeree collinari e montuose attorno al golfo di Lingayen, a settentrione.

## Ordine di battaglia

### Alleati
L'ordine di battaglia per lo sbarco a Lingayen è il seguente.

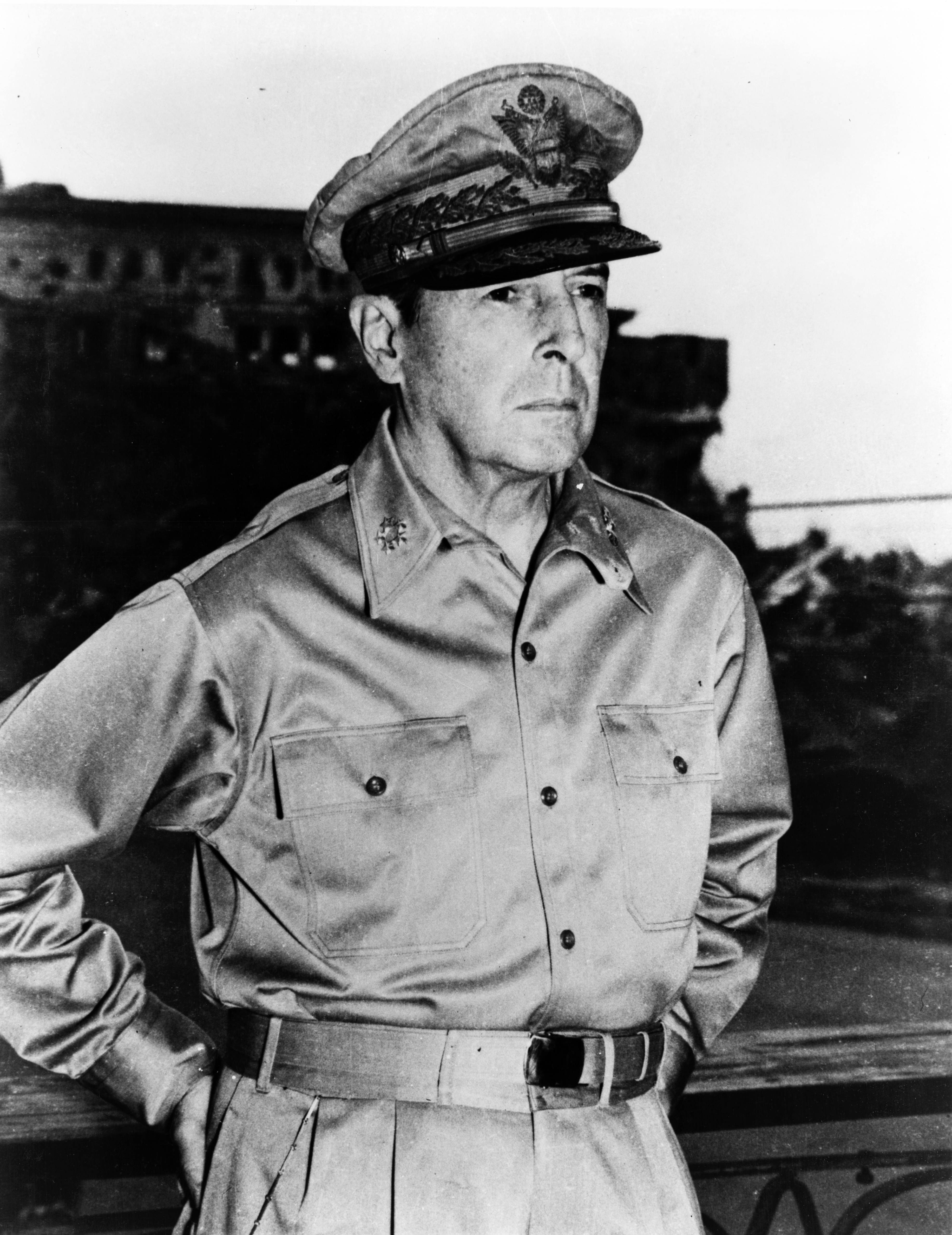
Douglas MacArthur

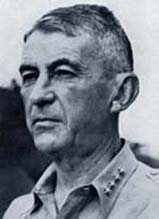
Walter Krueger

Forze Alleate, Area del Sud-Ovest Pacifico
Generale Douglas MacArthur
- 6ª Armata (194 000 uomini)

Tenente generale Walter Krueger
Area di sbarco occidentale (Lingayen)
 XIV Corpo d'Armata
Maggior generale Oscar Griswold
Imbarcato nella Task Force 79 (vice ammiraglio Theodore S. Wilkinson)
Spiagge Crimson e Yellow
 37ª Divisione di Fanteria "Buckeye"
Maggior generale Robert S. Beightler
129º Reggimento di Fanteria
145º Reggimento Corazzato
148º Reggimento di Fanteria
6º, 135º, 140º Battaglione d'Artiglieria da Campo (105mm)
136º Battaglione d'Artiglieria da Campo (155mm)
Spiagge Orange e Green
 40ª Divisione di Fanteria "Sunshine"
Maggior generale I. Rapp Brush
108º Reggimento di Fanteria
160º Reggimento di Fanteria
185º Reggimento di Fanteria
143º, 164º, 213º Battaglione d'Artiglieria da Campo (105mm)
222º Battaglione d'Artiglieria da Campo (155mm)
Area da sbarco orientale (San Fabian)
 I Corpo d'Armata
Maggior generale Innis P. Swift
Imbarcato sulla Task Force 78 (vice ammiraglio Daniel E. Barbey)
Spiaggia White
 43ª Divisione di Fanteria "Winged Victory"
Maggior generale Leonard F. Wing
103º Reggimento di Fanteria
169º Reggimento di Fanteria
172º Reggimento di Cavalleria
103º, 152º, 169º Battaglione d'Artiglieria da Campo (105mm)
192º Battaglione d'Artiglieria da Campo (155mm)
Spiaggia Blue
 6ª Divisione di Fanteria "Red Star"
Maggior generale Edwin D. Patrick †
1º Reggimento di Fanteria
20º Reggimento di Fanteria
63º Reggimento di Fanteria
1º, 51º, 53º Battaglione d'Artiglieria da Campo (105mm)
80º Battaglione d'Artiglieria da Campo (155mm)

### Giapponesi

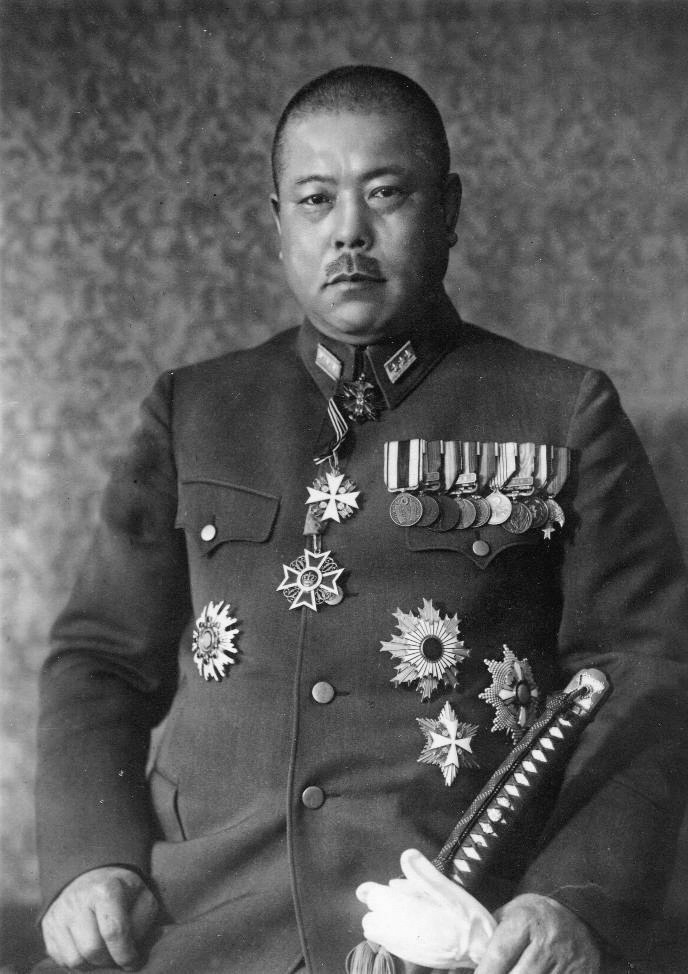
Tomoyuki Yamashita

14ª Armata d'Area

Generale Tomoyuki Yamashita
Luzon settentrionale
Gruppo Shobu (Generale Yamashita)
circa 152 000 soldati e ufficiali
Luzon centrale
Gruppo Kembu (Tenente generale Rikichi Tsukada)
circa 30 000 soldati e ufficiali
Luzon meridionale
Gruppo Shimbu (Tenente generale Shizuo Yokoyama)
circa 80 000 soldati e ufficiali

## Battaglia

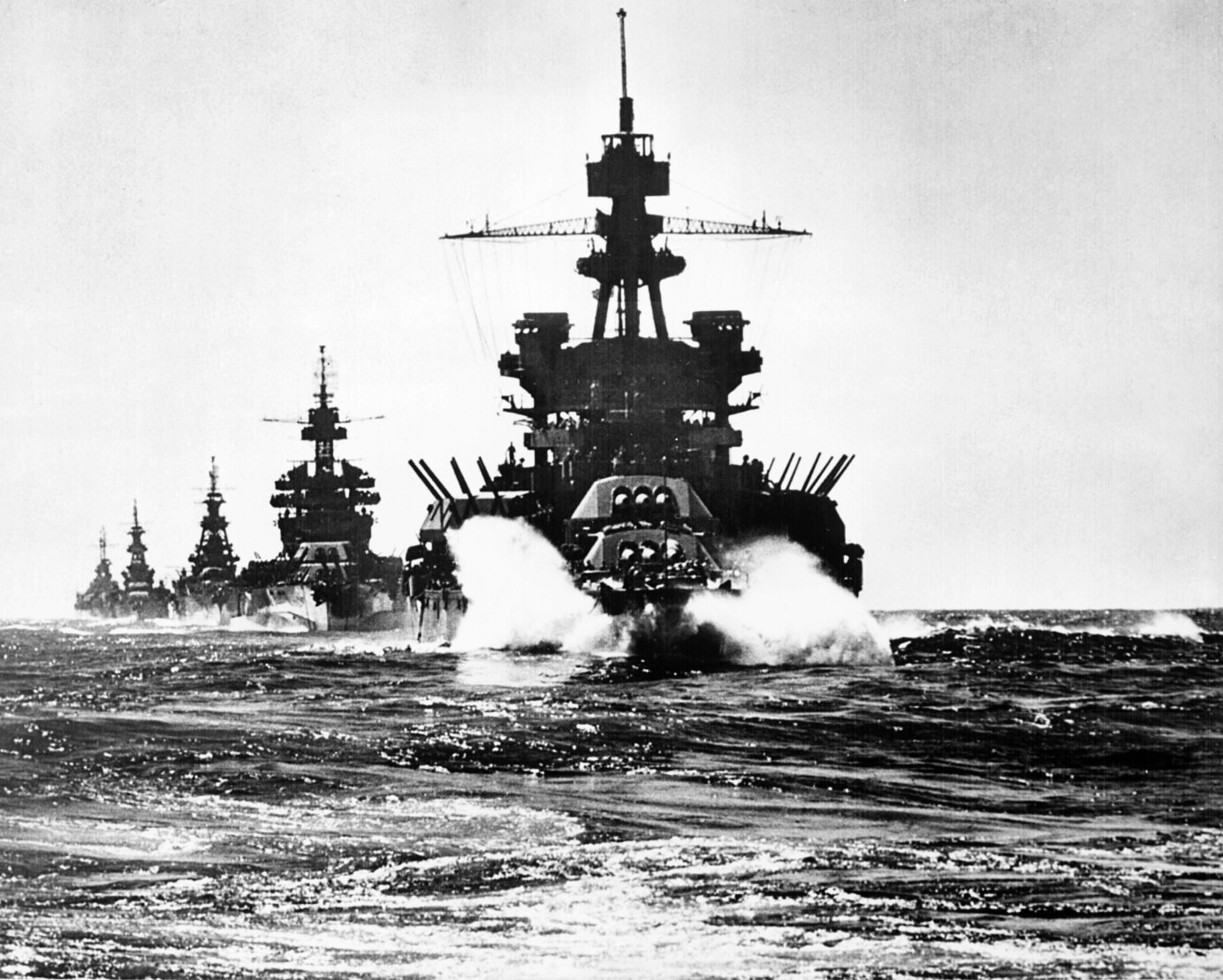
Le navi da battaglia e USS Colorado alla guida di tre incrociatori pesanti nel golfo di Lingayen per il bombardamento che avrebbe preceduto lo sbarco sulle spiagge

L'assalto all'isola di Luzon avvenne, come pianificato, il 9 gennaio 1945, l'S-day. Le forze giapponesi riportarono nei loro resoconti che più di 70 navi da guerra erano entrate nel golfo di Lingayen, anche se la forza navale effettiva fu di circa 800 navi. Il bombardamento sulle postazioni giapponesi, che precedette l'assalto, ebbe inizio alle ore 07:00 e coinvolse 70 tra navi da battaglia e incrociatori. L'invasione del Golfo di Lingayen iniziò un'ora dopo. Tra il 3 e il 13 gennaio, le forze navali affrontarono una forte opposizione da parte dei kamikaze giapponesi, tanto che la portaerei di scorta Ommaney Bay venne distrutta, assieme ad altre quattro navi, oltre a ulteriori 47 danneggiate. A fornire assistenza allo sbarco, vennero inviati i velivoli della 3ª Flotta, con compiti di supporto aereo ravvicinato che prevedevano il mitragliamento e il bombardamento delle postazioni d'artiglieria giapponesi.

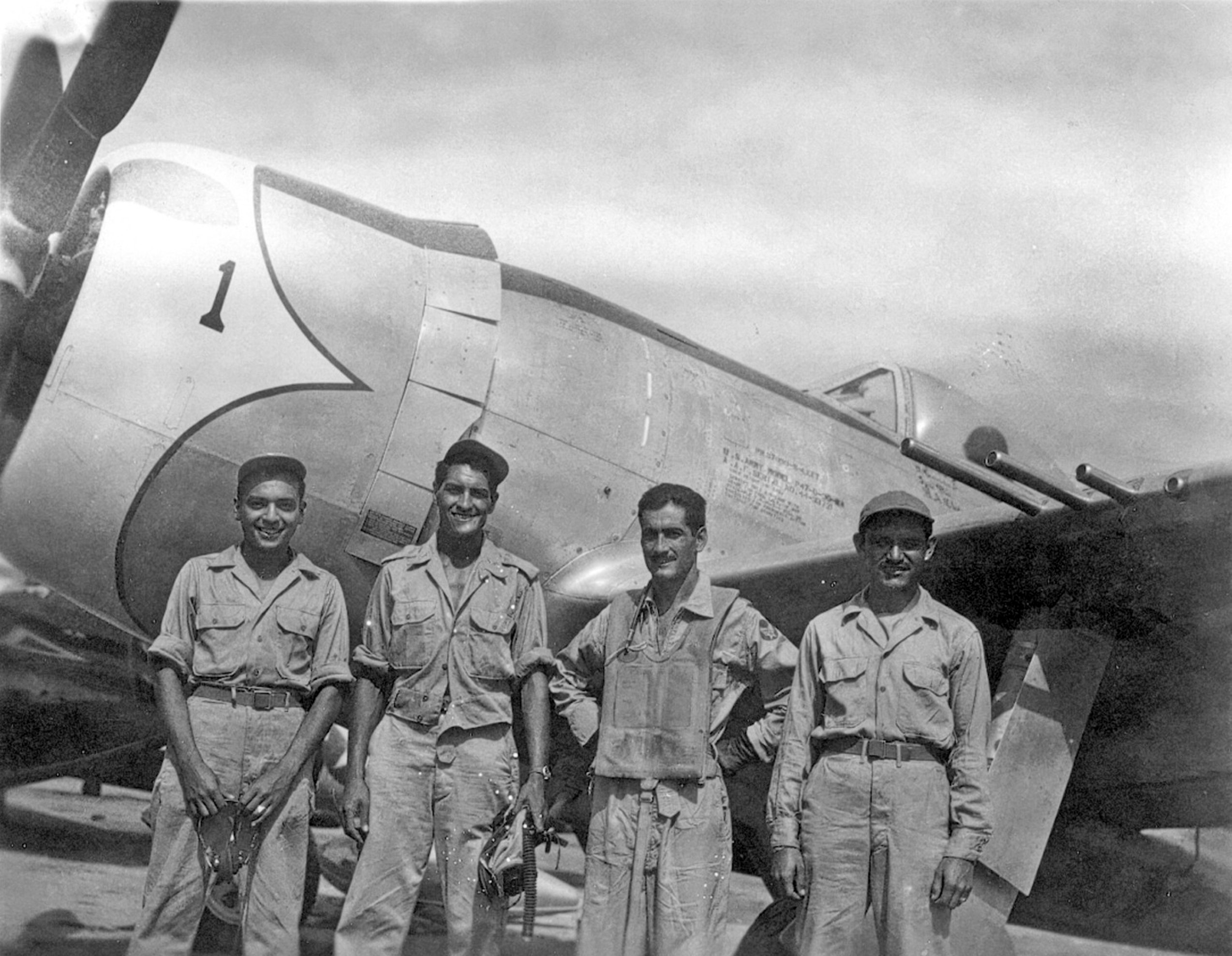
Il capitano filippino Radamés Gaxiola dello Squadrone 201 di fronte al suo P-47D con la squadra manutenzione dopo essere tornato da una missione sopra Luzon

Lo sbarco nel golfo di Lingayen del 9 gennaio venne compiuto dalla 6ª Armata statunitense, guidata dal generale Walter Krueger. Circa 175 000 uomini sbarcarono in pochi giorni lungo una testa di ponte estesa per 30 km, con il I Corpo d'Armata a protezione dei fianchi. Il XIV Corpo d'Armata del generale Oscar Griswold avanzò quindi verso sud, in direzione di Manila, nonostante le preoccupazioni di Krueger sulla debolezza del proprio fianco orientale in caso di attacco dei giapponesi. Tuttavia, non vi fu alcun contrattacco nipponico e le forze statunitensi non incontrarono resistenza finché non raggiunsero la Base aerea Clark, il 23 gennaio. La battaglia che ne seguì durò fino a fine mese, dopodiché il XIV Corpo avanzò sulla capitale filippina.

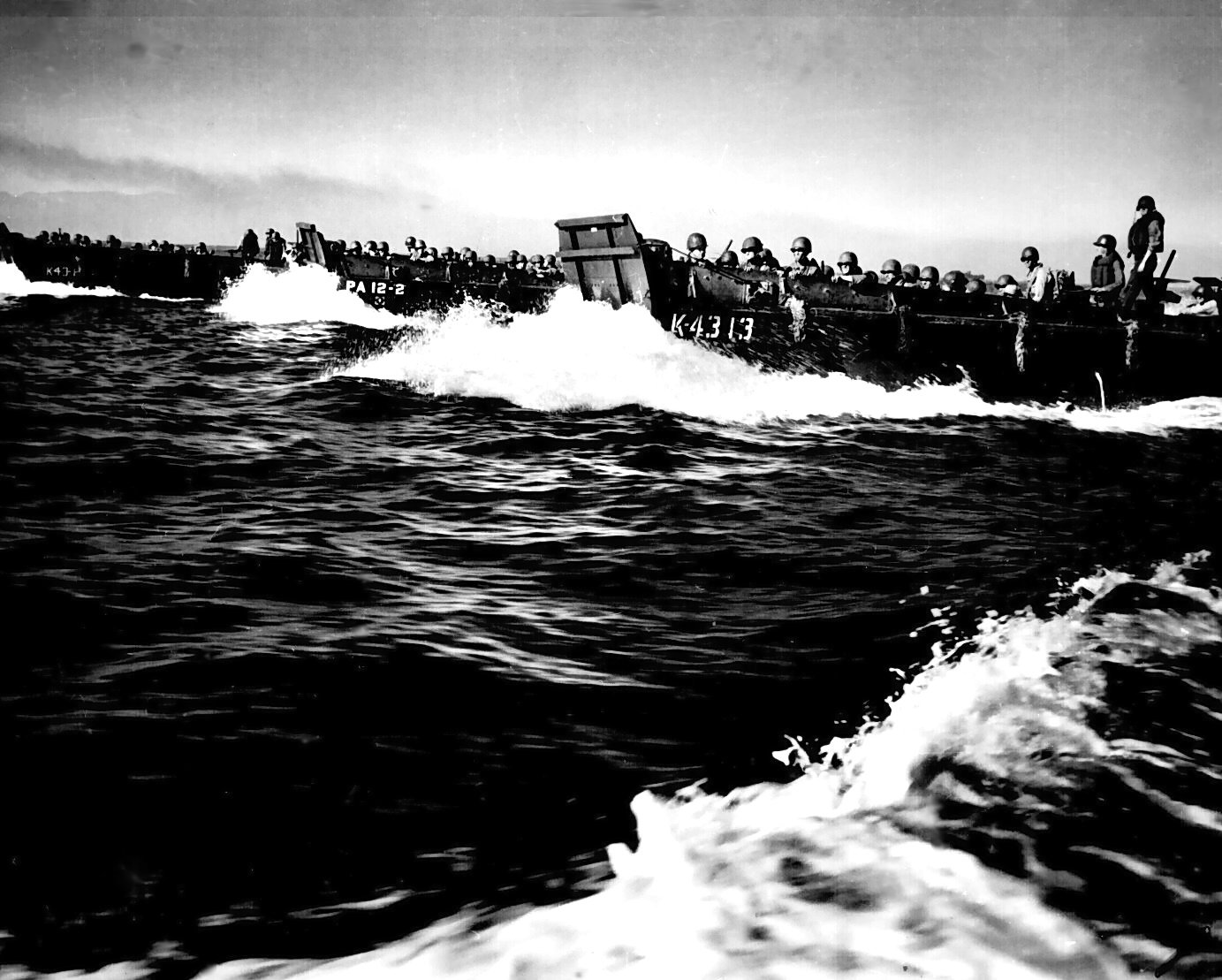
Soldati della prima ondata in avvicinamento alle spiagge di Luzon

Una seconda operazione anfibia ebbe luogo il 15 gennaio, 70 km a sud-ovest di Manila. Il 31 gennaio, due reggimenti dell'11ª Divisione Aviotrasportata eseguirono un lancio nell'area, catturarono un ponte e poi avanzarono su Manila. Il 3 febbraio, la 1ª Divisione di Cavalleria prese il controllo di un altro ponte, sul fiume Tullahan, che conduceva direttamente alla città. Infine avanzò nel centro abitato quella sera stessa, dando inizio alla battaglia per la cattura di Manila. Il giorno seguente, i paracadutisti, in avvicinamento alla città da sud, presero contatto con le principali forze di difesa giapponesi, trincerate in tutta la città. Il generale MacArthur annunciò l'imminente presa della città quel giorno stesso. L'11 febbraio, i paracadutisti conquistarono l'ultima postazione difensiva esterna, permettendo così agli statunitensi di circondare l'intera città, a cui seguirono settimane di operazioni da parte della resistenza filippina per liberare la capitale. Si stima che nell'area cittadina le vittime statunitensi furono circa 1 000, quelle filippine 3 000 mentre quelle giapponesi 12 000.
Nell'intera campagna per la liberazione dell'isola di Luzon, i velivoli statunitensi lanciarono più di un milione di galloni di napalm in supporto alle forze di terra. Questo tipo di arma era poco nota all'epoca, in parte perché il termine "napalm" stesso era tenuto riservato.

## Conseguenze
Le battaglie continuarono su tutta Luzon nelle settimane che seguirono, man mano che le truppe statunitensi affluivano sull'isola. Assieme ai filippini, attaccarono le posizioni giapponesi e presero il controllo di diverse località. Gli Alleati infine conquistarono tutti gli importanti centri strategici ed economici di Luzon per inizio marzo. Piccoli gruppi di resistenti giapponesi rimasero nascosti nelle aree montuose nel nord e nel sud-est dell'isola, dove restarono anche per mesi. Quasi tutti si arresero con la fine della guerra, ma alcuni irriducibili resistettero per diversi anni ancora. Complessivamente, morirono tra 192 000 e 217 000 giapponesi e solo 9 000 si arresero durante i combattimenti. Alla resa del Giappone, altri 63 000 soldati nipponici si arresero scendendo dalle aree montuose. Le perdite statunitensi furono 8 300 morti e 29 500 feriti. Si stimano che complessivamente vi sono state 150 000 vittime filippine.

### Riferimenti
1. ↑  Luzon Operation, pp. 4-5, 8.
2. ↑  Luzon Campaign, pp. 100-101.
3. ↑  Luzon Operation, p. 3.
4. ↑  Eighth Army on Luzon, p. 38.
5. ↑  Eighth Army on Luzon, p. 7.
6. 1 2  Enemy on Luzon, p. 152.
7. 1 2  Smith (1993), p. 694.
8. 1 2  (EN) The War With Japan, su cgsc.contentdm.oclc.org, Parte 3,  p. 95. URL consultato il 29 dicembre 2023.
9. 1 2  Luzon Operation, p. 7.
10. ↑  Eighth Army on Luzon, p. 35.
11. ↑  (EN) Operational Monograph of Luzon mop-up, su cgsc.contentdm.oclc.org,  p. 58. URL consultato il 29 dicembre 2023.
12. ↑  Eighth Army on Luzon, p. 52.
13. ↑  Smith (1993), pp. 65-66.
14. ↑  (EN) J. G. Vega, The Mexican Expeditionary Air Force in World War II: The Organization, Training, and Operations of the 201st Squadron, Messico, marzo 1997. URL consultato il 2 ottobre 2019.
15. 1 2  (EN) The Philippines (Leyte Gulf), su The War, WETA, settembre 2007. URL consultato l'11 aprile 2017 (archiviato dall'url originale il 20 settembre 2020).
«The Battle for Luzon cost Japan some 217,000 killed and 9,050 captured.»
16. ↑  Enemy on Luzon, pp. 221-222.
17. 1 2  Eighth Army on Luzon, p. 41.
18. ↑  (EN) Ronald H. Spector, Eagle Against the Sun, Macmillan Wars of the United States, 1985,  p. 529.
19. 1 2  (EN) The Philippines, su spartacus.schoolnet.co.uk. URL consultato il 6 dicembre 2008 (archiviato dall'url originale il 22 febbraio 2009).
20. 1 2 3  (EN) C. Peter Chen, Philippines Campaign, Phase 2, su ww2db.com. URL consultato il 6 dicembre 2008 (archiviato dall'url originale il 15 dicembre 2008).
21. 1 2 3 4  (EN) Luzon 1944–1945, su history.army.mil. URL consultato il 6 dicembre 2008 (archiviato dall'url originale il 15 dicembre 2008).
22. 1 2  (EN) Clayton K.S. Chun, Luzon 1945: The final liberation of the Philippines, Oxford, 2017, ISBN 978-1-47281-628-3.
23. ↑  Rimasto ucciso in azione a est di Manila. Patrick venne ferito mortalmente da una mitragliatrice giapponese e morì il giorno seguente a causa delle ferite.
24. ↑  Un'Armata d'Area giapponese era equivalente ad una Armata di concezione europea e nordamericana.
25. ↑  (EN) The Battle of Luzon Compared With Other Battles of World War II, su 6thinfantry.com. URL consultato il 6 dicembre 2008.
26. ↑  (EN) Samuel Eliot Morison, The Liberation of the Philippines, Luzon, Mindanao, the Visayas, 1944–1945, History of United States Naval Operations in World War II, vol. XIII, Edison (New Jersey), Castle Books, 2001  [1959],  pp. 325-326.
27. ↑  (EN) Target: Luzon, in Time, 15 gennaio 1945. URL consultato il 6 dicembre 2008 (archiviato dall'url originale il 15 dicembre 2008).
28. ↑  (EN) Brooks E. Kleber e Dale Birdsell, The Chemical Warfare Service: Chemicals in Combat, Washington D.C., Office of the Chief of Military History, 1966,  pp. 628, 630-635.
29. ↑  (EN) Louis F. Fieser, The Scientific Method: A Personal Account of Unusual Projects in War and in Peace, Office of Security Review, Assistant Secretary of Defense for Legislative and Public Affairs, RG 330, NA, box 764, Chronological File 1949-June 1954, New York, Reinhold, 1964.
30. ↑  (EN) The Guerrilla War, in American Experience, Public Broadcasting Service. URL consultato il 24 febbraio 2011 (archiviato il 25 febbraio 2011).
31. ↑  Smith (1993), Appendice H, p. 692.